# Капе, Люсьен
Люсьен Капе (фр. Lucien Capet; 8 января 1873, Париж — 18 декабря 1928, там же) — французский скрипач, композитор, музыкальный педагог.
Учился в Парижской консерватории у Жан-Пьера Морена. В 1896—1899 г. был первой скрипкой известного французского Оркестра Ламурё. В 1899—1903 гг. преподавал в консерватории Бордо. Некоторое время играл вторую скрипку в струнном квартете Альбера Желозо, затем в 1904 г. основал один из первых постоянно действующих камерных ансамблей Франции — квартет Капе, в котором играл первую скрипку.
Как исполнитель и специалист Капе был известен прежде всего как интерпретатор квартетов Бетховена, которым он посвятил отдельную книгу. В его собственном композиторском наследии — пять струнных квартетов, скрипичные сонаты, этюды, симфоническая музыка. Как педагог Капе, в частности, занимался в 1922—1923 гг. с Иваном Галамяном. Ему принадлежит учебник «Высшая техника смычка, со множеством примеров и подробностей» (фр. La Technique supérieure de l'archet où abondent les exemples et les détails; Париж, 1916).